# Održivi razvoj Hrvatske
Duurzame Ontwikkeling van Kroatië (Kroatisch: Održivi razvoj Hrvatske) is een Kroatische groen liberale partij uit Kroatië. Duurzame Ontwikkeling van Kroatië werd opgericht op 29 oktober 2013. De leider is de voormalig minister van Milieubescherming en lid van de Sociaaldemocratische Partij, Mirela Holy.